# 冼东妹
冼東妹（1975年9月15日—），廣東四會人，前中國女子柔道運動員。现任中国柔道协会主席、中国国家柔道队总教练。

## 生涯
冼東妹於年青時入讀广东省四会市业余体校，一年后，冼東妹进入广东省体校練習摔跤，之後的1年轉到广东省体校练柔道。3年後，冼東妹入选国家隊。
冼東妹還是在練習角力時，曾獲得了全国女子摔跤锦标赛亞軍。其後在練柔道後的兩年贏得了全国青年赛冠军。於1995年的亚洲锦标赛中獲亞，1997年奪得了八運會的金牌。
於2001年至2002年先後奪得了世界大学生運動會金牌、九運會金牌、釜山亞運會銀牌。兩年後，先後贏得了法國公開賽中的冠军、亚洲锦标赛亚军，又在德國的世界杯賽事中奪取冠軍。

## 奥运冠军
雅典奥运会上，冼东妹一路杀进决赛，在决赛中仅用时1分鐘07秒一本淘汰日本選手橫澤由貴，贏得了女子52公斤级的柔道金牌，該面金牌是中國在雅典的第5面金牌。
2005年，冼东妹宣布退役，2007年生女后复出。在2008年北京奥运会中，她再次晋级決賽。在决赛中击败朝鮮的选手安琴愛，成功衛冕柔道金牌，成為首位妈妈级的中國奥运冠军。

## 退役生活
2009年，冼东妹二次退役后，任广东省重竞技体育训练中心党委副书记（副处级）。2014年升任党委书记，后任主任。2017年至2020年担任中国国家柔道队总教练，亦曾担任中国柔道协会主席和亚洲柔道联盟副主席等职务。2023年3月的报道显示，冼东妹已任广东省体育局一级调研员。2024年，任广东省二沙体育训练中心党委书记。